# Tomáš Bísek
Tomáš Bísek (* 30. listopadu 1939 Praha) je český evangelický farář, signatář Charty 77.

## Život
Tomáš Bísek se narodil 30. listopadu 1939 v Praze v tradiční evangelické rodině. Dětství prožil v Praze na Dobešce. Původně se měl stát komerčním inženýrem, ale v průběhu studia byla fakulta přiřazena pod ČVUT, takže vystudoval jako inženýr strojař, obor ekonomika. Poté se rozhodl studovat teologii na Komenského fakultě. Jeho spolubydlícím na koleji v Jirchářích byl o rok starší Svatopluk Karásek, později pak jeho žena Daniela, se kterou se během studia v roce 1966 oženil.
V roce 1968 odjel s manželkou a první dcerou na roční postgraduální stáž do New Yorku.
V roce 1970 začal působit jako farář v evangelickém sboru v Telecím. Ordinován byl synodním seniorem Václavem Kejřem 29. listopadu 1970 v kostele u Martina ve zdi společně s Milošem Rejchrtem a Alfredem Milanem Satkem. V Telecím se spolu s manželkou v roce 1977 stali signatáři Charty 77.
V roce 1982 ztratil státní souhlas k výkonu duchovenské činnosti a začal pracovat jako lesní dělník. Snažil se získat práci faráře v jiném evangelickém sboru, ale neuspěl, proto přijal nabídku Skotské církve a v roce 1985 odešel s rodinou do Velké Británie.
Zpočátku působil jako pomocný pastor ve sboru v Cumbernauld, později se stal řádným pastorem Skotské církve v Glasgow.

### Po roce 1989
Po roce 1989 se ze Skotska pravidelně vracel do Československa a České republiky, natrvalo se vrátil v roce 1996. Po návratu ze Skotska, kde zůstaly žít jeho čtyři děti, v letech 1996-2007 pracoval jako farář sboru ČCE na Spořilově. Nyní je v důchodu.